# الزيارة (حماة)
ناحية الزيارة بلدة و ناحية إدارية تتبع منطقة السقيلبية في محافظة حماة في سورية. بلغ عدد سكان الناحية 38,872 نسمة حسب تعداد عام 2004.
تقع بلدة الزيارة في القسم الشمالي من سهل الغاب وهي آخر ناحية تابعة لمحافظة حماة من الجهة الشمالية للمحافظة وتبعد عن السقيلبية 45 كم وعن مدينة حماة حوالي 95 كم. تتبع لها عدة قرى (تل واسط – القرقور – المشيك – قليدين- الصفا -الزقوم- قسطون- المنصورة- الدقماق- العنكاوي) ويوجد فيها مقر ناحية الزيارة ومستوصف ومصرف زراعي وبريد وهاتف وقسم زراعي.
يوجد فيها تل الزيارة الأثري وتل واسط الأثري وتل القرقور الأثري والتي يعود تاريخ بنائها إلى أكثر من 2000 عام وبعضها إلى 4000 عام كما يوجد فيها مقام للصحابي الجليل جابر بن عبد الله الأنصاري ومعظم أهالي بلدة الزيارة يعملون في الزراعة ويقومون بريها إما مباشرة من القنوات / b- a/ المتفرعة عن نهر العاصي الذي يخترق أراضي البلدة أو من سدي زيزون و قسطون وأهم المحاصيل التي تزرع في البلدة الحبوب بأنواعها والقطن والشمندر السكري والدخان والخضروات.